# فریتز کرباخ
فریتز کرباخ (انگلیسی: Fritz Korbach; ۱۸ ژوئیهٔ ۱۹۴۵ – ۱۴ اوت ۲۰۱۱) ورزشکار فوتبال اهل آلمان بود.
او در تیم‌های باشگاه فوتبال توئنته، باشگاه فوتبال گو اهد ایگلز، باشگاه فوتبال هیرنفین و باشگاه فوتبال اسپارتا روتردام بازی کرده‌است.